# Bucchianico
Bucchianico es un municipio de 4.933 habitantes en la provincia de Chieti.
| Gráfica de evolución demográfica de Bucchianico entre 1861 y 2001 |
|                                                                   |
| Fuente ISTAT - elaboración gráfica de Wikipedia                   |

## Ciudadanos ilustres
- San Camilo de Lelis, (Bucchianico, 1550 - Roma, 1614), santo italiano fundador de los Camilianos.
- Giacinto Armellini, (Bucchianico, ~ 1780 - Chieti, ~ 1858), magistrado.
- Angelo Camilo De Meis, (Bucchianico, 1817 - Bolonia, 1891), médico y patriota.
- Carmíneo Nicolás Caracciolo, (Castillo de Bucchianico, 1671 - Madrid, 1726), noble y virrey del Perú.

Existe un apellido llamado (Di Bucchianico).
- Wikimedia Commons alberga una categoría multimedia sobre Bucchianico.

- Datos: Q51188
- Multimedia: Bucchianico / Q51188

1. ↑  Worldpostalcodes.org, código postal n.º 66011.
2. ↑  «Codici Catastali». Comuni-italiani.it (en italiano). Consultado el 29 de abril de 2017.